# Отблеск в воде
«Отблеск в воде» (латыш. Atspulgs ūdenī) — художественный фильм режиссёра Андриса Розенбергса, снятый на Рижской киностудии в 1977 году.

## Сюжет
После двадцати семи лет отсутствия, в свой родной город из Риги возвращается талантливый хирург Зигурдс Маркалнс. Жизнь сложилась таким образом, что он, баловень судьбы, вынужден был всё начать сначала.
Главный врач городской больницы, куда он устроился на работу, был рад приходу в клинику высокопрофессионального специалиста. Это мнение вскоре ему пришлось изменить. Доктор Маркалнс брался за самые трудные операции с неясным исходом и в случае летального исхода неизбежно ухудшал статистические показатели клиники.
Вскоре между коллегами возник конфликт, который заставил героя, не соглашаясь с обстоятельствами, проявить принципиальность и отказаться от необходимости искать вынужденный компромисс. Он снова готов всё бросить: и интересную работу, и девушку, к которой у него возникли чувства и которая отвечала ему взаимностью. Но в последний момент сомнения в правильности поступка овладевают Зигурдсом.

## В ролях
- Улдис Пуцитис — Зигурдс Маркалнс
- Улдис Думпис — Браткус
- Имант Скрастыньш — Николай
- Ласма Кугрена (Мурниеце) — Ирита
- Марута Фелдмане — Рамона
- Дзидра Ритенберга — секретарь
- Эвалдс Валтерс — Петерис Лодыньш
- Аквелина Ливмане — доктор
- А. Янсоне — Индриксоне
- К. Стулпинь — Индриксон

## Съёмочная группа
- Авторы сценария: Андрис Колбергс, Янис Лапса
- Режиссёр-постановщик: Андрис Розенбергс
- Оператор-постановщик: Янис Мурниекс
- Композитор: Эгил Страуме
- Художники-постановщики: Гунарс Балодис, Арнольд Бритал

## Награды
- Приз Всесоюзного кинофестиваля в Ереване (1978) Андрису Розенбергсу за лучший режиссёрский дебют, Янису Мурниексу за лучший операторский дебют, Ласме Кугрена за лучший актерский дебют.
- Приз журнала «Советский экран» Андрису Розенбергсу за лучший режиссёрский дебют.